# Buffalo Bills 2024
La stagione 2024 dei Buffalo Bills è stata la 65ª della franchigia, la 55ª nella National Football League e l'ottava con Sean McDermott come capo-allenatore.
Fu la prima stagione dal 2019 senza il wide receiver Stefon Diggs, scambiato con gli Houston Texans. La squadra svincoló anche diversi veterani come il centro Mitch Morse, il cornerback Tre'Davious White e la safety Jordan Poyer, giocatori che avevano dato un ampio contributo durante l'era McDermott.
I Bills chiusero la stagione regolare con un record di 13–4, il loro migliore dall'introduzione al calendario da 17 partite del 2021, migliorando il bilancio di 11–6 della stagione precedente. Un totale di 13 giocatori segnó un touchdown su ricezione, pareggiando un record NFL.
I migliori momenti della stagione regolare inclusero la vittoria nella settimana 11 sui precedentemente imbattuti Kansas City Chiefs che diede ai Bills la matematica certezza della sesta stagione consecutiva con più vittorie che sconfitte. Due settimane dopo si aggiudicarono il quinto titolo consecutivo della AFC East, un nuovo record di franchigia.
Buffalo vinse tutte le sue otto gare interne per la prima volta dal 1990 e segnó un record di franchigia di 525 punti. Josh Allen fu premiato come MVP della NFL, il primo giocatore dei Bills a ricevere tale onore da Thurman Thomas nel 1991.
Nei playoff, i Bills batterono i Denver Broncos testa di serie numero 7 per 31–7 nel turno delle wild card, dopo di che superarono in una gara equilibrata i Baltimore Ravens nel Divisional Round, tornando in finale di conference per la prima volta dal 2020. Lì Buffalo fu sconfitta dai Chiefs testa di serie numero 1 per la quarta volta nel corso delle ultime cinque stagioni.

## Scelte nel Draft 2024
| Scelte dei Bills nel Draft 2024 |        |                          |       |               |                |
| Giro                            | Scelta | Giocatore                | Ruolo | College       | Note           |
| 2                               | 33     | Keon Coleman             | WR    | Florida State | da Carolina    |
| 2                               | 60     | Cole Bishop              | S     | Utah          |                |
| 3                               | 95     | DeWayne Carter           | DT    | Duke          | da Kansas City |
| 4                               | 128    | Ray Davis                | RB    | Kentucky      |                |
| 5                               | 141    | Sedrick Van Pran-Granger | C     | Georgia       | da Carolina    |
| 5                               | 160    | Edefuan Ulofoshio        | LB    | Washington    | da Green Bay   |
| 5                               | 168    | Javon Solomon            | DE    | Troy          | da Green Bay   |
| 6                               | 204    | Tylan Grable             | OT    | UCF           |                |
| 6                               | 219    | Daequan Hardy            | CB    | Penn State    | da Green Bay   |
| 7                               | 221    | Travis Clayton           | OG    | IPPP          | da Kansas City |

## Staff
| Staff dei Buffalo Bills |
| --- |
| Organi dirigenziali - Proprietario/CEO/presidente – Terrence Pegula - Proprietaria – Kim Pegula - General manager – Brandon Beane - Assistente general manager – Brian Gaine - Direttore del personale dei giocatori – Terrance Gray - Consulente senior del GM/operazioni del football – Jim Overdorf - Dirigente senior – Lake Dawson - Consulente del personale senior – Malik Boyd - Co-direttore degli osservatori dei professionisti – Chris Marrow - Co-direttore degli osservatori dei professionisti – Curtis Rukavina - Vice presidente dell'amministrazione del football – Kevin Meganck - Direttore delle operazioni del football – Brendan Rowe - Dirigente del personale senior – Matt Bazirgan - Direttore dell'amministrazione della squadra – Matt Worswick Capo allenatore - Sean McDermott - Assistente c.a./defensive line – Eric Washington Altri allenatori - Preparatore atletico – Eric Ciano - Assistente p.a. – Will Greenberg - Assistente p.a. – Nick Lacy - Assistente p.a. – Hal Luther - Assistente p.a. – Jason Oszvart Allenatori dell'attacco - Coordinatore offensivo – Ken Dorsey - Quarterback – Joe Brady - Assistente quarterback/gestione gara – Marc Lubick - Running back – Kelly Skipper - Wide receiver – Adam Henry - Tight end – Rob Boras - Offensive line – Aaron Kromer - Assistente attacco/offensive line – Austin Gund - Assistente attacco senior – Mike Shula - Controllo qualità attacco – Kyle Shurmur Allenatori della difesa - Assistente difesa senior – Al Holcomb - Assistente defensive line – Marcus West - Linebacker – Bobby Babich - Defensive back/coordinatore gioco sui passaggi – John Butler - Safety – Joe Danna - Controllo qualità difesa – Jaylon Finner Allenatori dello special team - Coordinatore special team – Matthew Smiley - Assistente special team – Cory Harkey |

## Roster
| Roster dei Buffalo Bills |
| --- |
| Quarterback - 17 Josh Allen - 11 Mitchell Trubisky - 14 Mike White Running Back - 4 James Cook - 22 Ray Davis - 41 Reggie Gilliam FB - 26 Ty Johnson Wide Receiver - 0 Keon Coleman - 18 Amari Cooper - 13 Mack Hollins - 1 Curtis Samuel - 10 Khalil Shakir Tight End - 86 Dalton Kincaid - 88 Dawson Knox - 85 Quintin Morris Offensive Linemen - 70 Alec Anderson T - 79 Spencer Brown T - 73 Dion Dawkins T - 76 David Edwards G - 68 Tylan Grable T - 66 Connor McGovern G - 64 O'Cyrus Torrence G - 74 Ryan Van Demark T - 62 Sedrick Van Pran-Granger C Defensive Linemen - 90 DeWayne Carter DT - 57 A.J. Epenesa DE - 71 Quinton Jefferson DT - 98 Austin Johnson DT - 92 DaQuan Jones DT - 91 Ed Oliver DT - 97 Jordan Phillips DT - 50 Gregory Rousseau DE - 94 Dawuane Smoot DE - 56 Javon Solomon DE Linebacker - 44 Joe Andreessen MLB - 43 Terrel Bernard MLB - 58 Matt Milano OLB - 40 Von Miller OLB - 48 Edefuan Ulofoshio MLB - 42 Dorian Williams OLB Defensive Back - 47 Christian Benford CB - 24 Cole Bishop FS - 29 Brandon Codrington CB - 31 Rasul Douglas CB - 5 Kaiir Elam CB - 3 Damar Hamlin FS - 46 Ja'Marcus Ingram CB - 7 Taron Johnson CB - 39 Cam Lewis CB - 9 Taylor Rapp SS Special Team - 2 Tyler Bass K - 69 Reid Ferguson LS - 8 Sam Martin P Lista delle riserve - 6 Shane Buechele QB (IR) - 67 Travis Clayton T - 72 Tommy Doyle T (PUP) - 54 Baylon Spector OLB (IR) Squadra di allenamento - 77 Will Clapp C - 33 Te'Cory Couch CB - 84 Zach Davidson TE - 65 Mike Edwards T - 20 Frank Gore Jr. RB - 25 Daequan Hardy CB - 23 Micah Hyde S - 27 Kareem Jackson SS - 59 Kingsley Jonathan DE - -- Tyreek Maddox-Williams LB - 80 Tyrell Shavers WR - 99 Casey Toohill DE - 89 Jalen Virgil WR Roster aggiornato al 14 gennaio 2025 53 attivi, 4 inattivi, 13 nella squadra di allenamento |
| Legenda - I rookie sono in corsivo. - Il primo ruolo è il principale mentre gli eventuali successivi indicano i ruoli secondari. - (IR) sta per Injured Reserve ed indica la lista ristretta per un solo giocatore infortunato che può tornare ad allenarsi dopo la settimana 6 e a rientrare in prima squadra dopo che questa ha giocato 8 partite. - (NF-Inj.) / (NF-Ill.) stanno rispettivamente per Non-Football Injured e Non-Football Illness ed indicano le liste dove viene inserito un giocatore che ha un infortunio o una malattia non dipendente dal football americano. - (PUP) sta per Physically Unable to Perform ed indica la lista dove viene inserito un giocatore mentre è in attesa di recuperare la condizione fisica. Nella stagione regolare dopo la sesta partita giocata dalla propria squadra, il giocatore ha tempo tre settimane per riprendere ad allenarsi, più tre settimane aggiuntive dal suo rientro agli allenamenti per rientrare in prima squadra. |

## Precampionato
Le gare del precampionato furono rese note insieme al calendario della stagione regolare.
| Precampionato |           |           |                     |           |        |                  |               |         |
| Settimana     | Data      | Ora       | Avversario          | Risultato | Record | Stadio           | TV            | Sintesi |
| 1             | 10 agosto | 1:00 p.m. | Chicago Bears       | S 6-33    | 0-1    | Highmark Stadium | WIVB-TV (CBS) | Sintesi |
| 2             | 17 agosto | 7:00 p.m. | Pittsburgh Steelers | V 9-3     | 1-1    | Acrisure Stadium | WIVB-TV (CBS) | Sintesi |
| 3             | 24 agosto | 1:00 p.m. | Carolina Panthers   | S 26-31   | 1-2    | Highmark Stadium | WIVB-TV (CBS) | Sintesi |

## Stagione regolare

### Calendario
Il calendario della stagione regolare fu reso noto il 15 maggio 2024. Data e orario della gara di settimana 18 furono definiti il 29 dicembre, subito dopo lo svolgimento del diciassettesimo turno.
| Stagione regolare |                    |                    |                          |                    |                    |                    |                    |                    |
| Settimana         | Data               | Ora (ET)           | Avversario               | Risultato          | Record             | Stadio             | TV                 | Sintesi            |
| 1                 | 8 settembre        | 1:00 p.m.          | Arizona Cardinals        | V 34-28            | 1-0                | Highmark Stadium   | CBS                | Sintesi            |
| 2                 | 12 settembre       | 8:15 p.m.          | @ Miami Dolphins (T)     | V 31-10            | 2-0                | Hard Rock Stadium  | Prime Video        | Sintesi            |
| 3                 | 23 settembre       | 7;:30 p.m.         | Jacksonville Jaguars (M) | V 47-10            | 3-0                | Highmark Stadium   | ESPN               | Sintesi            |
| 4                 | 29 settembre       | 8:20 p.m.          | @ Baltimore Ravens (S)   | S 10-35            | 3-1                | M&T Bank Stadium   | NBC                | Sintesi            |
| 5                 | 6 ottobre          | 1:00 p.m.          | @ Houston Texans         | S 20-23            | 3-2                | NRG Stadium        | CBS                | Sintesi            |
| 6                 | 14 ottobre         | 8:15 p.m.          | @ New York Jets (M)      | V 23-20            | 4-2                | MetLife Stadium    | ESPN               | Sintesi            |
| 7                 | 20 ottobre         | 1:00 p.m.          | Tennessee Titans         | V 34-10            | 5-2                | Highmark Stadium   | CBS                | Sintesi            |
| 8                 | 27 ottobre         | 4:05 p.m.          | @ Seattle Seahawks       | V 31-10            | 6-2                | Lumen Field        | Fox                | Sintesi            |
| 9                 | 3 novembre         | 1:00 p.m.          | Miami Dolphins           | V 30-27            | 7-2                | Highmark Stadium   | CBS                | Sintesi            |
| 10                | 10 novembre        | 1:00 p.m.          | @ Indianapolis Colts     | V 30-20            | 8-2                | Lucas Oil Stadium  | CBS                | Sintesi            |
| 11                | 17 novembre        | 4:25 p.m.          | Kansas City Chiefs       | V 30-21            | 9-2                | Highmark Stadium   | CBS                | Sintesi            |
| 12                | Settimana di pausa | Settimana di pausa | Settimana di pausa       | Settimana di pausa | Settimana di pausa | Settimana di pausa | Settimana di pausa | Settimana di pausa |
| 13                | 1º dicembre        | 8:20 p.m.          | San Francisco 49ers (S)  | V 35-10            | 10-2               | Highmark Stadium   | NBC                | Sintesi            |
| 14                | 8 dicembre         | 4:25 p.m.          | @ Los Angeles Rams       | S 42-44            | 10-3               | SoFi Stadium       | Fox                | Sintesi            |
| 15                | 15 dicembre        | 4:25 p.m.          | @ Detroit Lions          | V 48-42            | 11-3               | Ford Field         | CBS                | Sintesi            |
| 16                | 22 dicembre        | 4:25 p.m.          | New England Patriots     | V 24-21            | 12-3               | Highmark Stadium   | CBS                | Sintesi            |
| 17                | 29 dicembre        | 1:00 p.m.          | New York Jets            | V 40-14            | 13-3               | Highmark Stadium   | CBS                | Sintesi            |
| 18                | 5 gennaio          | 1:00 p.m.          | @ New England Patriots   | S 16-23            | 13-4               | Gillette Stadium   | CBS                | Sintesi            |

Note:
- Gli avversari della propria division sono in grassetto.
- Il simbolo "@" indica una partita giocata in trasferta.
- (M) indica il Monday Night Football, (T) il Thursday Night Football e (S) il Sunday Night Football.

## Play-off
Al termine della stagione regolare i Bills arrivarono primi nella AFC East con un record di 13 vittorie e 4 sconfitte, qualificandosi ai play-off come testa di serie (seed) numero 2. Con la vittoria nella gara delle Wild card su Denver avanzarono al turno dei Divisional play-off dove superarono Baltimore. Furono sconfitti nell'AFC Championship Game da Kansas City.
| Play-off         |            |           |                          |           |        |                   |                |         |
| Turno            | Data       | Ora (ET)  | Avversario (seed)        | Risultato | Record | Stadio            | TV             | Sintesi |
| Wild Card        | 12 gennaio | 1:00 p.m. | Denver Broncos (7)       | V 31-7    | 1-0    | Highmark Stadium  | CBS            | Sintesi |
| Divisional       | 19 gennaio | 6:30 p.m. | Baltimore Ravens (3)     | V 27-25   | 2-0    | Highmark Stadium  | CBS/Paramount+ | Sintesi |
| AFC Championship | 26 gennaio | 5:30 p.m. | @ Kansas City Chiefs (1) | S 32-29   | 2-1    | Arrowhead Stadium | CBS/Paramount+ | Sintesi |

## Premi

### Premi settimanali e mensili
- Gregory Rousseau:

difensore della AFC della settimana 1
- James Cook:

giocatore offensivo della AFC della settimana 2
- Josh Allen:

giocatore offensivo della AFC della settimana 3
giocatore offensivo della AFC del mese di settembre
giocatore offensivo della AFC della settimana 13
quarterback della settimana 13
quarterback della settimana 14
giocatore offensivo della AFC della settimana 15
quarterback della settimana 15
- Keon Coleman:

rookie della settimana 7
- Tyler Bass:

giocatore degli special team della AFC della settimana 9
- Taron Johnson:

difensore della AFC della settimana 10
- Terrel Bernard:

difensore della AFC della settimana 11